# Sachio Yoshida
Sachio Yoshida (吉田 幸生 Yoshida Sachio?,  nacido el 6 de abril de 1980 en Yamaguchi) es un exfutbolista japonés. Jugaba de delantero y su último club fue el Ehime FC de Japón.

## Trayectoria

### Clubes
| Club                | País  | Año         |
| ------------------- | ----- | ----------- |
| Sanfrecce Hiroshima | Japón | 1999 - 2001 |
| Ehime FC            | Japón | 2002 - 2004 |